# Białoboki (województwo podkarpackie)
Białoboki – wieś sołecka w Polsce położona w województwie podkarpackim, w powiecie przeworskim, w gminie Gać.
Wierni Kościoła rzymskokatolickiego należą do parafii św. Fabiana i św. Sebastiana w Ostrowie.
Wieś szlachecka położona była w 1589 roku w ziemi przemyskiej województwa ruskiego.
W latach 1975–1998 miejscowość administracyjnie należała do województwa przemyskiego, lecz kilka kilometrów dalej było już województwo rzeszowskie
Wieś Białoboki leży 8 km. na południowy zachód od Przeworska, w wąskiej dolinie wybiegającej na północ od głównej doliny rzeczki Markówki.

## Części wsi
| SIMC    | Nazwa    | Rodzaj    |
| ------- | -------- | --------- |
| 0602644 | Chałupki | część wsi |

## Historia
Wieś pierwszy raz wzmiankowana w Księdze Ziemskiej Przeworskiej w 1439 roku. Była to własność szlachty ruskiej, gniazdowej. Możliwe, że istniała już przed przyłączeniem Rusi Czerwonej do Polski. Wpis z 1445 roku wymienia właściciela Sieńkę z Urzejowic przekazującego Białoboki swojemu synowi Janowi Barzo. W 1454 roku jako dziedzic wymieniany jest inny z synów Sieńki, Ramsz z Białobok. Jan Barzy natomiast pisze się z Błozewa. W 1454 roku bracia Jan Barzy, Ramsz (Rampsz) i Aleksander odziedziczyli po zmarłym stryju Janie Derszniaku z Rokietnicy, podkomorzym przemyskim. W 1460 roku współwłaścicielem Białobok został Jakub Bierecki z Birczy. W 1483 roku Ramsz zamienił swoją część wsi za młyn i staw z Mikołajem sołtysem z Albigowej. Od 1487 roku część ta trzymana była przez Stanisława a następnie Ottę Pileckich właścicieli Łańcuta. Jakub Bierecki w 1496 roku sprzedał swoją część Janowi Pileckiemu. Syn Jana Mikołaj, właściciel Kańczugi, w 1498 roku darował ją swemu słudze Piotrowi Pruszynowskiemu. Pruszynowski był wymieniony jako dziedzic jeszcze w 1504 roku.
Według rejestru poborowego z 1515 roku wieś była wzmiankowana jako Byaloboky i podlegało opodatkowaniu 6 łanów kmiecych, karczma i pop.
Przed 1520 właścicielem został Wojciech Starzechowski, kasztelan i wojewoda bełski. Po nim dziedziczył około 1549 roku jego syn Jan Starzechowski (zm. 1567), podkomorzy lwowski i wojewoda podolski. Po jego śmierci Białoboki wraz z całym kluczem objął jego syn Stanisław, podkomorzy lwowski. Po śmierci Stanisława Starzechowskiego w 1582 roku odziedziczyli jego żona Anna z Tarłów Starzechowska i dzieci: Jan, Zofia, Dorota i Katarzyna. Opiekunem prawnym został Jan Tarło, wojewoda lubelski, ojciec Anny. Co najmniej od 1575 dzierżawcą klucza białobockiego był Mikołaj Sienieński, podkomorzy sanocki. Z umów wynika, że już wtedy w Białobokach istniał dwór obronny. Przed 1589 cały klucz białobocki: Białoboki, Ostrów, Wolica, część Dębowa, Mikulice, Rogóżno i Tarnawka zostały zakupione przez Konstantego Korniakta za sumę 100 tysięcy złotych. Starzechowscy byli u niego poważnie zadłużeni i trzymał on te dobra już wcześniej w dzierżawie.
W 1589 roku wieś należała już do Konstantego Korniakta (ojca), który płacił podatek zwany poborem od 4 i 1/2 łanu kmiecego, (co odpowiada powierzchni gruntów chłopskich przed parcelacją folwarku Lubomirskich w 1944 roku)
W samym środku doliny wsi Białoboki od strony zachodniej usytuowane jest wzgórze dość pokaźnych rozmiarów, na którym osadził swoje gniazdo rodowe Konstanty Korniakt.
W 1624 roku Tatarzy zniszczyli Białoboki wraz z zamkiem Korniaktów wybudowanym w 1609 roku. Od zadanych ran zmarł właściciel Konstanty Korniakt z Białobok (syn). Tatarzy stacjonowali w wąwozie w pobliskiej Wolicy - w wałach i urządzili tam magazyn broni zwany zwolicą. W sąsiedniej wiosce Urzejowice miał swoją bazę wódz tatarski, skąd robił wypady na sąsiednie wsie i zamek Korniaktów.
Wieś była następnie wzmiankowana w rejestrach poborowych z: 1628, 1651, 1658, a w 1674 roku wieś posiadała 91 domów (w tym 47 we folwarku).
Wydana w 1786 r. popularna później „Geografia (...) Galicyi i Lodomeryi” autorstwa hr. Ewarysta Andrzeja Kuropatnickiego podawała: Białoboki. Wieś niegdyś domu Korniaktów; wielkość pałacu wcale już pustego, okazuje potomności zamożność tego już wygasłego domu.
W 2001 roku można było na wzgórzu jeszcze odnaleźć resztki murów zamku. Nikt nie prowadził na nim badań archeologicznych i nie można stwierdzić czy wzgórze to jest wzniesieniem naturalnym, czy usypane sztucznie na zupełnie płaskim terenie. Niewątpliwie gminne pastwiska to dno jeziora, lub osuszone bagno. Na drugim krańcu tej niecki, od południowo-wschodniej strony, na stromym brzegu leży wieś Ostrów.

## Najazdy na zamek w Białobokach[17]
Konstanty Korniakt po ojcu odziedziczył nie tylko fortunę, ale i wiele nieprzyjaźni. Przeciw jego nobilitacji w 1601 roku protestował Hieronim Jazłowiecki, który stracił za długi Sośnicę na rzecz Korniakta, i Stanisław Stadnicki -„Diabeł Łańcucki”, który również był dłużny Korniaktowi fortunę. Pierwszą awanturę, jaką wywołał Konstanty w ziemi przemyskiej, to 1603 roku, i pojedynek ze Stanisławem Branickim, którego porąbał szablą jako niespełna dwudziestolatek, a od 1609 roku stał się już postacią typową dla tamtego okresu.
Najechał zbrojnie na Marcina z Goraja, wypędził ze swoich włości Annę z Fredrów Jaksmanicką, w prywatnym więzieniu trzymał szlachcica Jaczewskiego, a za pomocą swego sługi Adama Żydowskiego zabił na rynku w Przemyślu, Marcina Sadowskiego. W 1609 roku napadł i zabił chorążego Rudnickiego oraz jego 16 podwładnych, zabierając ich dobra osobiste.
W czasie, gdy Stadnicki „Diabeł” prowadził wojnę z Łukaszem Opalińskim, Korniakt wygrywał cztery wielkie procesy przeciw Stadnickiemu; pierwszy o sumę 40 tysięcy zł, która należała się jeszcze jego ojcu z dóbr łańcuckich, drugi o 30 tysięcy zł za lasy w Albigowie i Wysokiej, trzeci o 100 tysięcy zł za dochody z gwałtownie odjętych włości i najazd na Sośnicę, czwarty o 42 tysięcy zł za zrabowane przy tym najeździe klejnoty i kosztowności. Suma pretensji to 212 tysięcy złotych, jak na tamte czasy olbrzymia. Gdyby Stadnicki ją spłacił, zostałby bankrutem. Trybunał zmniejszył ją o połowę, a i Korniakt w razie dobrowolnej ugody, chciał jeszcze obniżyć. Jednak, Stadnicki „Diabeł” w wojnie z Opalińskim zginął, a jego synowie zwani „Diablętami" Władysław, Zygmunt i Stanisław wzorem ojca nie zamierzali uzgadniać żadnych kompromisów. Najstarszy, Władysław w porozumieniu ze stryjecznym bratem Aleksandrem, sprzedał temu ostatniemu fikcyjnie majątek Łańcut i zebrał oddziały hajduków. Wojna z Korniaktem rozpoczęła się od nowa, aż do śmierci „Diabląt”. Konstanty Korniakt prowadził też wojnę z bratem „Diabła" Adamem Stadnickim – panem włości Dubiecka i wojewodą, sanockim oraz z jego synem Hieronimem. Konstanty zmarł w 1624 roku mając 40 lat, pozostawiając dwóch synów, Karola i Aleksandra.
Franciszek Korniakt ożeniony z Katarzyną Bełżecką, zmarł w 1672 roku, z małżeństwa urodził się syn Antoni i dwie córki, Leonora i Katarzyna, Antoni zmarł bezpotomnie, a zamek w Białobokach po jego śmierci uległ zapomnieniu i ruinie.
Stanisław Stadnicki herbu Szreniawa „Diabeł Łańcucki” urodził się około 1551 roku w Dubiecku, jako pierwszy syn Stanisława Mateusza Stadnickiego, ożenionego z Barbarą, siostrą Samuela Zborowskiego. Stanisław Mateusz uchodził w Polsce za filar reformacyjnego ruchu, a jego zamek w Niedźwiedzy w województwie krakowskim za twierdzę heretycka. W 1551 roku przeniósł się do Dubiecka i zaczął szerzyć reformację w Przemyskim. W Dubiecku znaleźli schronienie i protekcję dwaj wybitni reformatorzy, Jerzy Tobołka i Andrzej z Dynowa, obaj wyklęci przez kościół rzymskokatolicki. Dołączył do nich wikary z Niedźwiedzy, Wojciech z Iłży, który ochrzcił w obrzędzie luterańskim nowo narodzonego syna Stadnickiego. W Dubiecku rozpoczęto odprawiać nabożeństwa luterańskie z liturgia po Polsku i zaczęto szerzyć żywą propagandę różnowierstwa. W 1552 roku biskup Dziaduski rzucił na Stadnickiego ekskomunikę, pozbawiając go wszelkich dostojeństw i honorów oraz dóbr ruchomych i nieruchomych. W odpowiedzi w 1554 roku Stadnicki zajął kościół katolicki w Dubiecku, rozbił siekierą cyborium, sprofanował eucharystię, powyrzucał obrazy świętych i chorągwie. Następnie wprowadził do niego wśród śpiewu ambrozjańskiego hymnu, Wojciecha z Iłży. Odtąd był w otwartej wojnie z kościołem rzymskokatolickim, i stał się zwolennikiem nauk Kalwina, usunął Wojciecha z Iłży i sprowadził Franciszka Stankra, rozkazując mu ponownie ochrzcić swoje dzieci w tejże wierze. Założył szkołę reformacyjną w Dubiecku i sprowadził do niej 5 profesorów, rozwinął ją w zakład naukowy, szkoła zdobyła w krótkim czasie ogromna popularność, ogałacając z uczniów szkołę katedralną w Przemyślu. Stanisław Mateusz Stadnicki zmarł w 1563 roku, główne gniazdo rodziny przypadło Andrzejowi, z czego by wynikało, że był najmłodszym z braci, zwyczajem spadkowym przestrzeganym prawie w całe Polsce, samo gniazdo rodziny przypadało najmłodszemu synowi. Najstarszy, czyli Stanisław Stadnicki zw. „Diabłem Łańcuckim” otrzymał w dziale; Nienadowę, Szklary, Tarnawę, Piątkowe i Iskań.
Po raz pierwszy w aktach spotykamy go w latach 1573–1575, ale już jako gwałtownika i najeźdźcę, przybywa jeszcze, w Dubiecku i stamtąd najeżdża dalszych i bliższych sąsiadów, napada miasto Przeworsk na czele swoich hufców, wysadził bramę miasta, otoczył ratusz, rozbijając drzwi więzienia i uwolnił Stanisława Ilka, jednego ze swoich hajduków. W 1576 roku okolica musiała trochę odetchnąć, król Stefan Batory dał młodemu rotmistrzowi Stanisławowi Stadnickiemu list przypowiedni na 50 koni. Młody rotmistrz wyruszył na Gdańsk, a potem na Moskwę, gdzie dał przykład i dowody olbrzymiej odwagi i waleczności, potwierdzają to współcześni mu pisarze. Po śmierci Batorego, podczas nowej elekcji, Stadnicki stał pod chorągwiami Maksymiliana, przeciw Zygmuntowi III Wazie. Po klęsce pod Byczyną, Stadnicki grasował po ziemi krakowskiej uprawiając proceder rozbójniczy. Na rozkaz kanclerza Zamojskiego, woźny na rynku w Przemyślu, oskarżył Stadnickiego o zdradę stanu i powołał pod Sąd królewski. Stadnicki znikł z terenu Polski, przypuszczalnie udał się na Węgry, w Polsce pojawił się około 1592 roku.
O wojnach sąsiedzkich można dowiedzieć się z tzw. Królewskich Zakładów (wadia), które miały zapobiec i powstrzymać przeciwników od czynów gwałtownych. Przez nałożenie na rozpoczynającego awanturę olbrzymiej grzywny. Jak wiemy z przekazów historii, nałożone wadia niczego nie zmieniały w rozpoczęciu najazdów czy wojen sąsiedzkich. Takie wadia można odnaleźć i to opiewające na horrendalne sumy, nałożone na Krzysztofa Pileckiego i Stanisława Stadnickiego. Zwłaszcza po najeździe na Jordanówkę przez Pileckiego.
Stary Korniakt pożyczył Krzysztofowi Pileckiemu 17 tysięcy czerwonych złotych, które były ubezpieczone prawna intercyzą na samym Łańcucie i włościach do niego przyległych. Pilecki do chwili swojej śmierci zaciągniętej pożyczki nie zwrócił. W 1585 Stanisław Stadnicki przejął klucz łańcucki, (tj. Łańcut, oraz wsie; Albigowe, Wysoką, Markowe, Kraczkowe, Krzemienice, Czarną, Saninę (Soninę), Głuchów, Białobrzegi, Smolaczynę, Żołynię, Stadniki Małe i Wielkie z Hutą, Rakszawę z Rudą, Dąbrówkę, Kołki, Świętosławice). Wraz z długami, jakie na nim ciążyły, na tak skomplikowanych warunkach transakcji i nie do końca zdeklarowanych aktach prawnych, że od początku stały się kością niezgody pomiędzy; Stadnickimi, Sienieńskimi i Korniaktami.
Jedno w tym labiryncie prawnym było pewne, Stadnicki zamienił swoje dobra w Dubieckim na dobra łańcuckie. Przejął je od Anny z domu Sienieńskiej herbu Leliwa Pileckiej, wdowie po dwóch Pileckich, Janie staroście kościerzyńskim i Krzysztofie kasztelanie bieckim. Majątek Łańcut był tak obciążony inskrypcjami na rzecz Konstantego Korniakta (ojca), że Stadnicki do czasu spłaty wierzytelności, był raczej dzierżawcą, a nie właścicielem Łańcuta.
Stadnicki po ogłoszeniu go bankrutem politycznym, obywatelskim, materialnym oraz zdrajcą stanu i wywołańcem, po pomoc i pieniężny ratunek udał się do Korniakta (ojca), ten pożyczył mu 30 tysięcy złotych i pomógł wrócić z banicji. Uzyskana pożyczka pomogła Stadnickiemu odzyskać dobra Łańcut, ale w ten sposób stał się podwójnym dłużnikiem Korniakta.
Do czasu spłaty pierwszej sumy, miał dać w posiadanie Korniaktowi dwie wsie: Krzemienice i Czarną, a do czasu spłaty drugiej sumy, majątek Głuchów z przynależnymi do niego włościami, Saniną (Soniną) i Białobrzegami. Korniakt miał nie usuwać Stadnickiego z samego Łańcuta, na mocy wywalczonych pretensji.
Jmć pan Stadnicki ni mniejszą intercyza zeznawa – czytamy w ugodzie z, 1599 r., że dobra Łańcut nie inakszym prawem, jeno mocą intercyzy tej, obyczajem arendy, ujmujem i trzymać je do czasu mianowanego, tj. aż do wykupna będzie”.
W 1603 roku zmarł Korniakt (ojciec). Stadnicki wykorzystał ten fakt i najechał oddane pod zastaw wsie Krzemienice, Czarną i Albigowe, złupił chłopów i spalił folwarki, a Korniaktowi (synowi) zagroził, jeżeli o zaległe wierzytelności nadal będzie tak uporczywie upominał się to on, Stadnicki, przyjdzie do niego po sprawiedliwość. W czasie naznaczonych roków w Przeworsku o mało nie zabił dwóch doradców prawnych Korniakta, Adama Żydowskiego i Andrzeja Świdnickiego, którzy cudem uciekli z miasta.
Korniaktowie po sprowadzeniu się na ziemię przemyska, ze swoich trzech, rezydencji: Białobok, Złotowic i Sośnicy, tę ostatnią wybrali jako najlepiej ufortyfikowana fortece i tam umieścili swoje wszystkie najcenniejsze kosztowności i klejnoty, a także rezerwy gotówki, na dodatek Sośnica była zabezpieczeniem majątkowym matki Korniaktów, Anny Korniakt z domu, Dzieduszycka, która też trzymała tam swoje dobra. Stadnicki zorganizował najazd na Sośnice i nie tylko ją zdobył i złupił wszystkie dobra tam zgromadzone, ale pojmał również Korniakta, którego przewiózł do Łańcuta i umieścił w lochach swego zamku. Konstanty przesiedział pół roku w lochach Łańcuta, aż podpisał wraz z matką i bratem ugodę, o zrzeczeniu się pretensji o najazd na Sośnicę.

## Zajazd
W 1603 roku Anna Pilecka wyszła za mąż za Łukasza Opalińskiego, starostę Leżajskiego i puszcza klucz łańcucki. Białoboki przynależne do tego klucza otrzymał Korniakt (ojciec) za długi męża. Opalińscy należeli do żarliwych katolików, a nowo poślubiona żona Anna z Sienieńskich, Pilecka żyła w bliskich związkach rodzinnych z Kostkami i już z tradycji rodzinnej, z której wyszedł św. Stanisław Kostka patron uczącej się młodzieży. Była gorącą wyznawczynią religii rzymskokatolickiej. Natomiast Stadnicki to wyznawca kalwinizmu, a gdzie w grę wchodzą antagonizmy religijne i nie do końca wyjaśnione sprawy majątkowe, wojna wisi w powietrzu.
Sąsiedzka wojna wybuchła w 1607 roku z ogromną zaciekłością, przeciwnicy niszczyli wszystko, co stanęło na ich drodze. Opaliński zdobył Łańcut paląc zamek, Stadnicki zdobywa Leżajsk i rezydencję Opalińskich, Łąkę równając ją z ziemią. Końcowa faza tej wojny należy jednak do Opalińskiego. Stworzył on koalicje rodzinną, opartą na powiązaniach rodziny Kostków z rodzinami Ligęzów, Sienieńskich, Świetosławskich, Wapowskich, Ostrogskich, a szczególnie Anny Ostrogskiej, która Przeworsk przeistoczyła w obóz warowny i miejsce zaciągu wojsk.
W 1610 roku Stadnicki tropiony przez podjazdy Opalińskiego od Łańcuta po Dynów i Przemyśl zręcznie unikał pogoni. 6 sierpnia nocą wyruszył z Rybotycz do Iskania i Hadel, które należały do jego brata Marcina. Z Hadel najechał Tarnawke należącą do Anny Ostrogskiej, gdzie ściął młynarza i jego syna, a wracając do Hadel w Husowie ściął jednego chłopa. 20 sierpnia 1610 roku wysłał do Jarosławia podjazd, natomiast sam zatrzymał się w Tarnawie koło Chyrowa. Wysłani żołnierze spodziewając się dużej nagrody zdradzili Opalińskiemu miejsce pobytu Stadnickiego. Łukasz Opaliński wysłał silny oddział kozaków dostarczonych przez Anne Ostrogską.
Cytat z Prawem i Lewem; Stadnicki widząc pogoń uciekł do lasu, paru kozaków rzuciło się za nim, a na ich czele biegł przyboczny sługa księżnej Anny, Persa Tatarzyn Macedoński. Pogoń Stadnickiego minęła, a ten chcąc przypuszczalnie sprawdzić czy jest już bezpieczny wychylił się z kryjówki, w tej samej chwili odwrócił się jeden z kozaków o nazwisku Szowleha i strzelił do Stadnickiego trafiając go w pierś. Stadnicki oprócz postrzału miał 10 ran od pchnięć i ciosów szabli. Według innych, to Macedoński zabił Stadnickiego, przeszukał jego kaftan, gdzie ponoć znalazł 2000 czerwonych zł, gdyż później poprawił mu się nagle żywot, a trupowi w triumfie odciąwszy głowę zaniósł, Opalińskiemu, który go za to złajał, ale i wynagrodził.
Historycy jednak zgodnie twierdzą, że właściwym powodem tej wojny była zwykła kobieca zawiść; Anny Ostrogskiej z domu Kostka, Anny Pileckiej – Opalińskiej z domu Sienieńska i Anny Stadnickiej córki Sambora z Ziemieńczyc, okolice Raciborza na Śląsku. Najmłodszy z „Diabląt” Stanisław, po śmierci swoich braci, w 1626 r. sprzedaje połowę, a za dwa lata resztę dóbr łańcuckich księciu Stanisławowi Lubomirskiem i przenosi się na Śląsk, przypuszczalnie osiedlił się w dobrach odziedziczonych po matce. Jedyny wnuk Stanisława Stadnickiego „Diabła”, oddał głowę pod katowski topór.

## Zabytki
- Ruiny zamku Korniaktów w Białobokach[18]. Z zamku pozostał jedynie kopiec ziemny z fragmentami murów o wysokości do pół metra[18].